# Занетти, Артур
Артур Набаррете Занетти (порт. Arthur Nabarrete Zanetti; 16 августа 1990 года, Сан-Каэтану-ду-Сул, Сан-Паулу, Бразилия) — бразильский гимнаст. Олимпийский чемпион 2012 года, чемпион мира 2013 года, чемпион летних Универсиад 2011 и 2013 годов в упражнениях на кольцах.
В 2012 году принял участие в летних Олимпийских играх в Лондоне. В выступлениях на кольцах он квалифицировался с 4-го места в финал с результатом 15,616 баллов. 6 августа 2012 в финале соревнований с результатом в 15,900 баллов Артур одержал победу и принёс первую золотую медаль Бразилии в гимнастике, став первым олимпийским чемпионом по гимнастике из Латинской Америки.